# Kristine Marie Jensen
Kristine Marie Jensen bedre kendt som Frøken Jensen (født 17. juli 1858 i Randers, død 7. februar 1923 i København) var en dansk husbestyrerinde og kogebogsforfatter. Hun er døbt Kirstine Marie Jensen, d. 10. oktober 1858, i Sankt Mortens Sogn, Randers Amt. 
Efter forældrenes død blev hun opdraget af sin bedstemor. Hun rejste til København, hvor hun fulgte et kursus i husholdning hos Natalie Zahle.
Hun blev ansat som husbestyrerinde hos skolebestyrer Melchior, hvis kone døde i barselsseng efter at have født sønnen Lauritz. Hun blev der til sin død i 1923.
I 1901 udgav hun Frøken Jensens Kogebog, som kom i 27 oplag i hendes levetid.
Frk. Jensens Kogebog, der stadig kan købes, har et samlet oplag på over 400.000 eksemplarer. Hun var økonomisk sponsor af husførelsen og uddannelsen af operasangeren Lauritz Melchior og hans fire søskende.
Dag- og ugeblade benyttede hende som medarbejder.